# Henri V du Palatinat
Henri V du Palatinat,  né en 1196, décédé fin avril 1214, fut comte palatin du Rhin titulaire de 1211/1212 à 1214. Il était fils de Henri IV du Palatinat et d'Agnès de Hohenstaufen.
Il épousa en 1212 Mathilde de Brabant (1200 † 21-12-1267), fille d'Henri Ier, duc de Brabant et de Mathilde de Boulogne.  Il mourut sans enfants et Louis Ier de Bavière lui succéda effectivement comme comte palatin du Rhin. 
Ses droits sur le comté du Rhin (ou Palatinat) passèrent toutefois  à sa sœur Agnès II du Palatinat. Veuve, Mathilde se remaria en 1224 avec Florent IV (1210 † 1234), comte de Hollande.